# Heinrich Rudolph Redeker
Heinrich Rudolph Redeker (* 14. September 1625 oder 1626 in Osnabrück; † 23. Dezember 1680 in Rostock; auch Redecker) war ein Rechtswissenschaftler, Hochschullehrer und Geheimer Rat.

## Leben
Redeker studierte ab Herbst 1647 in Rostock Rechtswissenschaften. Er ging anschließend an die Universitäten Marburg und Straßburg und wurde Erzieher des Grafen Ludwig Friedrich aus dem Haus Nassau-Saarbrücken. Seine Promotion zum Doktor der Rechte erfolgte an der Universität Straßburg 1655, dann ging er nach Frankreich und Holland.
Redeker wurde 1657 rätlicher Professor der Institutionen, dann 1663 herzoglicher Professor der Institutionen sowie ab 1671 bis 1680 herzoglicher Professor der Pandekten an der Universität Rostock und Assessor am Konsistorium. Er war 1666 und 1667 Vizerektor und 1660, 1666, 1673, 1675, 1676 sowie 1679 Rektor der Universität. Ab 1677 war er herzoglich Schweriner Geheimrat und zudem königlich dänischer Rat.
Sein gleichnamiger Sohn Heinrich Rudolf Redeker (1658–1715) wurde Hofrat und Mitglied der herzoglichen Justizkanzlei in Schwerin.
Der Rostocker Rechtswissenschaftler Christoph Redecker war sein Neffe.

## Werke (Auswahl)
- Dissertatio Iuridica De Fideiussoribus. Kilius, Rostock 1649. (Digitalisat)
- Dissertatio juris publici de summo principe imperii. Kilius, Rostock 1652. (Digitalisat)
- Disputatio inauguralis De gratia. Staedel, Straßburg 1655. (Digitalisat)
- Disputatio de homagio. Kilius, Rostock 1662. (Digitalisat)
- De maiestate. Richel, Rostock 1659. (Digitalisat)
- Disputatio Inauguralis De Cursoribus Publicis, quos Postas vocamus. Kilius, Rostock 1662. (Digitalisat)
- Disputatio Juridica Inauguralis De Errore Calculi. Kilius, Rostock 1664. (Digitalisat)
- Disputationem Iuridicam Inauguralem De Morte Quam ... proponit ... . Kilius, Rostock 1664. (Digitalisat)
- Disputatio Inauguralis de advocatis. Kilius, Rostock 1665. (Digitalisat)
- De rescriptis principum sub- et obreptitiis. Kilius, Rostock 1665. (Digitalisat)
- Disputatio Inauguralis Iuridica De Hereditate Conventionali. Kilius, Rostock 1667. (Digitalisat)
- Disputatio Inauguralis Iuridica de Exceptione Non Numeratae Pecuniae. Kilius, Rostock 1667. (Digitalisat)
- Disputatio inaugauguralis ad L. III. Cod. de crimine sacrilegii. Kilius, Rostock 1670. (Digitalisat)
- Dissertatio inauguralis iuridica de assessoribus, occas. tit. Pand. et C. de offic. assessorum, Germanis: Vom Recht, Amt und Beschaffenheit derer Beysitzere in Reichs-, Geheimen-, Staats-, Justitz-, Kriegs-, auch andern niedern Gerichten. Heller, Jena 1755. (Digitalisat)
- Disputatio Inauguralis Iuridica, De Usuris Ex Mora Kilius, Rostock 1674. (Digitalisat)
- Dissertatio Iuridica De Traditionibus. Kilius, Rostock 1675. (Digitalisat)